# Немања Трајковић
Немања Трајковић (Београд, 13. јуна 1991) српски је фудбалер, који тренутно наступа за Трајал. Висок је 187 центиметарa и игра у одбрани.

## Трофеји и награде
Напредак Крушевац
- Прва лига Србије: 2015/16.[3]

Смедерево
- Српска лига Запад: 2018/19.[4]